# Phytoliriomyza pilosella
Phytoliriomyza pilosella (лат.) — вид двукрылых из семейства минирующих мух.

## Описание
Длина крыла у самцов 1,5 мм, у самок 1,3–1,6 мм. Лоб коричневатый с коричневым бугорком. Лицо, щёки и скулы светло-жёлтые. Глаза в верхней части в мелких щетининках, их высота в 3,8–10,5 больше высоты щёк. Имеется одна нижняя и две верхние орбитальные щетинки. Орбитальные волоски наклонные, расположены в один ряд. Волоски на третьем членике усика немного длиннее основания аристы или равны ему по длине. Глазковые и заглазковые щетинки хорошо развиты, ненамного длиннее глазкового бугорка. Среднеспинка коричневая с серым опылением, на ней имеются четыре пары дорсоцентральных щетинок, одна из которых перед поперечным швом. Переднебоковой край щитка и бочки груди жёлтые. Вершина жужжалец светло-коричневая. Край калиптера и волоски на нём слабо коричневатые. Ноги жёлтые, основание передних тазиков светло-коричневое, голени коричневатые на вершине и лапки коричневатые с более темными вершинными члениками. Брюшко светло-коричневое, более светлое по бокам и на вершине. Эпандрий жёлтый. Яйцеклад коричневый или жёлтый с коричневыми пятнами.

## Биология
Развивается на котуле (Asteraceae).

## Распространение
Встречается в США, Канаде, Пуэрто-Рико, Коста-Рике и Канарских островах.